# Miconje
Miconje (auch Miconge, gelegentlich auch Mikonge oder Mikonje) ist eine Kleinstadt (Vila) und eine Comuna in Angola, in der Exklave Cabinda auf einer Höhe von 597 m. Hier leben vorwiegend Basundi, eine Untergruppe der Bakongo.

## Geschichte
Während des Portugiesischen Kolonialkriegs (1961–1975) waren hier portugiesische Streitkräfte stationiert, an einem Außenposten des B.Cav 3871 (Kavallerie-Bataillon 3871) in Belize. Nachdem die MPLA sich ab 1963 hier von der nahen Republik Kongo her eingerichtet hatte, war ein Angriff auf das portugiesische Militärlager von Miconje der Auftakt des Kampfes der MPLA in Cabinda.
Das erhalten gebliebene Lager soll als zukünftiges historisch-kulturelles Nationaldenkmal (portugiesisch: Património histórico-cultural nacional) geschützt werden, als Teil der Erinnerung an den Unabhängigkeitskampf Angolas.

## Verwaltung und Geografie
Miconje ist Sitz einer gleichnamigen Gemeinde (Comuna) im Kreis (Município) von Belize in der Provinz Cabinda. 5.014 Menschen leben hier auf einer Fläche von 744 km².
Im Gemeindegebiet liegt die hochgelegene bewaldete Region des Alto Sunde (auch Alto-Sundi), Teil des bergigen Regenwalds Mayombe, der sich über die Staatsgebiete der Republik Kongo, der DR Kongo, Gabuns und der angolanischen Exklave Cabinda erstreckt.
Eine Reihe Ortschaften liegen im Gemeindegebiet, darunter:
- Caio Guembo (Region Alto Sunde)
- Kiluamba
- Kicumba Congo (Region Alto Sunde)
- Kungo Tadi (Region Alto Sunde)
- Miconje

## Wirtschaft und Verkehr
Miconje ist durch die Nationalstraße N-110 mit der Provinzhauptstadt Cabinda verbunden. Nach Abschluss ihrer Wiederinstandsetzung im Laufe des Jahres 2022 soll sie die Wirtschaft der Gemeinde beflügeln.
In der Gemeinde Miconje wird vor allem kleinbäuerliche Landwirtschaft in Existenzwirtschaft betrieben, aber auch Forstwirtschaft. Zukünftig sollen auch in größerem Umfang landwirtschaftliche Projekte entstehen, darunter der regional forcierte Kakaoanbau, hier aber insbesondere der Anbau von Arabica-Kaffee in der bergigen Region Alto-Zundi in der Gemeinde Miconje.
Eine deutsche Wirtschaftskommission besuchte Anfang Mai 2022 die Region, um verschiedene Investitionsmöglichkeiten zu vereinbaren. Darunter war ein Solarpark, der in der Gemeinde Miconje entstehen soll und wo bereits das entsprechende Gelände von 1000 Hektar vorbereitet wurde.
In der Gemeinde Miconje befindet sich eines der 32 behördlich genehmigten Projekte zur Förderung von Gold. Nachdem zehn bereits initiiert wurden, befinden sich die übrigen 22 noch in der Vorbereitung, darunter die geplanten Minenanlagen in Miconje, die vom Unternehmen Lombe Mining betrieben werden.

## Söhne und Töchter der Stadt
- Eduardo Camavinga (* 2002), französischer Fußballnationalspieler